# 松野幸信
松野 幸信（まつの ゆきのぶ、1933年〈昭和8年〉7月17日 - 2019年〈平成31年〉3月23日）は、日本の政治家。岐阜県穂積町長（3期）および瑞穂市長（1期）。

## 来歴
岐阜県本巣郡穂積村（後の穂積町、現在の瑞穂市）で、後に岐阜県知事や衆議院議員を務める松野幸泰と後に穂積町長を務める松野友の長男として生まれた。慶應義塾大学経済学部卒業。
旭化成工業、砂利採取などを行う穂積町の昭和工業の社長を経て、1994年（平成6年）7月の穂積町長選挙に立候補した。穂積町では、母の松野友が1990年まで合併前も含めた11期43年に亘って町長を務めており、再び親族による町政が行われるか注目された。
前町長の後継者として指名された候補を破って初当選し、穂積町長に就任した。任期満了による1998年の町長選挙では無投票当選となった。
穂積町長として他町村との合併に取り組んだ。合併が争点の一つとなった2002年の町長選でも当選し、2003年に巣南町との合併と瑞穂市の発足を成立させた。
2003年（平成15年）6月に行われた瑞穂市長選挙にも立候補。長期に亘る親族での町政に焦点が当てられる中当選し、初代瑞穂市長に就いた。2007年（平成19年）の市長選挙も同様の争点での選挙戦となり、元巣南町長で瑞穂市議の堀孝正に敗れた。穂積町・瑞穂市では合計56年母子2代が村長・町長・市長を務めたことになる。
町政・市政においては健全な財政運営を重視した。
2019年（平成31年）3月23日、肺炎のため岐阜市の病院で死去。85歳没。

## 家系
- 父：松野幸泰 - 元岐阜県議会議員、岐阜県知事、自由民主党衆議院議員、国土庁長官・北海道開発庁長官
- 母：松野友 - 元穂積町町長
- 弟：松野幸昭 - 元岐阜県議会議員
- 甥：棚橋泰文 - 自民党衆議院議員

## 評価
母の松野友による期間も含めて町政が長期に亘ることには根強い批判があった。松野友が穂積町開発公社の不正土地取引の責任を取って辞任した直後の1990年の町長選挙で名前が取りざたされたが、同じ保守系の中でも親族ではなく、松野友と距離を置いていた松野文司が立候補して当選した。松野文司は「支持者に勧められて出馬を決意した」とするが、市議会議員の中には、松野文司は松野幸信に説得されて町長選に立候補したとして松野幸信を批判する者もいる。